# Conchifera
Conchifera, taksonomijski termin koji označava potkoljeno mekušaca ili mollusca koji nose na sebi ljušture: puževe, školjke, skafopode, hitone, monoplakofore, amonite i slično.

### Klasifikacija
- Nadrazred: Diasoma
- Nadrazred: Cyrtosoma
- Razred   : Monoplacophora Odhner, 1940

Conchifera incertae sedis
- Natporodica: Archinacelloidea †
- Natporodica: Bellerophontoidea Ulrich & Scofield, 1897 †
- Natporodica: Pelagielloidea †
- Natporodica: Scenelloidea †
- Natporodica: Yochelcionelloidea †
- Porodica: Khairkhaniidae †
- Porodica: Ladamarekiidae †
- Porodica: Metoptomatidae †
- Porodica: Patelliconidae †
- Porodica: Protoconchoididae †[1]